# Espectre de fluctuacions
L'espectre de fluctuacions és el conjunt de variacions de l'amplitud de les fluctuacions de l'escala angular. El satèl·lit COBE ha revelat l'existència de fluctuacions primordials de densitat a escales superiors a una desena de graus. Seran necessàries observacions a escales més petites (experiment Saskatoon) per decidir entre els diferents models de formació de grans estructures.